# Bolbocerodema sikkimensis
Bolbocerodema sikkimensis är en skalbaggsart som beskrevs av Jan Krikken 1979. Bolbocerodema sikkimensis ingår i släktet Bolbocerodema och familjen Bolboceratidae. Inga underarter finns listade.